# Форель (подводная лодка)
«Форель» — подводная лодка, построенная в 1903 году в Германии фирмой Крупп по проекту испанского инженера Раймондо де Эквилея и подаренная России в связи с заключением контракта на постройку трёх лодок типа «Е» («Карп»).

## История
Подводная лодка «Forelle» была построена в Киле на верфи фирмы Ф. Круппа с целью привлечения внимания немецкого правительства к новому виду вооружений. Эта лодка стала первой субмариной, построенной в Германии (если не считать Брандтаухер), и фактически была экспериментальным кораблём.
В 1904 году в ходе переговоров с Морским министерством России по поводу контракта на строительство трёх лодок типа «Е» фирма Круппа заявила, что в случае заключения контракта подарит России свою первую субмарину стоимостью в 100 000 рублей. Откомандированные в Киль инженеры Бубнов и Беклемишев признали лодку удовлетворительной. 24 мая 1904 года состоялось подписание контракта. 7 июня 1904 года «Форель», в сопровождении немецких специалистов для обучения русских подводников, направилась по железной дороге в Россию. 14 июня лодка прибыла в Либаву.
После обучения экипажа и установки двух торпедных аппаратов «Форель», под командованием лейтенанта Т. Л. Рааб-Тилена направилась в Кронштадт. 21 августа 1904 года субмарина была зачислена в состав флота как «Миноносец „Форель“» и 25 августа по железной дороге была отправлена во Владивосток. 29 сентября 1904 года лодка прибыла к месту назначения и 2 октября была введена в строй Сибирской военной флотилии, став первой боеспособной субмариной России на Тихом океане, что было немаловажно в свете войны с Японией. К 1908 году, когда на Дальнем Востоке было уже 12 более совершенных субмарин, боевая ценность «Форели» исчезла, и лодка считалась учебным судном.
17 мая 1910 года «Форель» вышла в море под командой В. В. Погорецкого. Примерно через 6 часов батарея субмарины разрядилась, и для возвращения в порт её взяла на буксир у борта субмарина «Бычок». Люк лодки при буксировке был открыт для поступления воздуха, поэтому, когда при буксировке лодка начала зарываться носом в волны, внутрь через люк поступила вода, и «Форель» затонула на глубине 26 метров. Экипаж успел эвакуироваться на «Бычок». Затонувшую лодку обнаружили тралом и спустили водолаза, который при контакте с перископом получил электрический удар. Через несколько часов лодка была поднята плавучим краном и доставлена в порт. Вице-адмирал И. К. Григорович поддержал решение доставить лодку для ремонта в Либаву и использовать её для обучения экипажей, однако отправка не была осуществлена. Во время нахождения во Владивостоке чехословацких частей «Форель» хранилась на берегу с повреждённой надстройкой и полуразобранными торпедными аппаратами.

## Сравнительная оценка
Малые размеры лодки позволяли транспортировать её на железнодорожной платформе в собранном виде, что позволило оперативно доставить её на Дальний Восток, где лодка до весны 1905 года являлась единственной боеспособной российской субмариной. По мнению многих офицеров, наличие у России подводных лодок на Дальнем Востоке сыграло роль психологического оружия и спасло Владивосток от штурма японскими войсками.
Командир лодки лейтенант Т. А. фон дер Рааб-Тилен считал её простым и самым удачным проектом субмарины.